# Helizandro Terán Bermúdez
Helizandro Emiro Terán Bermúdez OSA (ur. 7 czerwca 1965 w Maracaibo) – wenezuelski duchowny rzymskokatolicki, w latach 2017–2022 biskup Ciudad Guayana, w latach 2022–2023 arcybiskup koadiutor Meridy, arcybiskup Meridy od 2023.

## Życiorys
Święcenia prezbiteratu przyjął 9 września 1995 w zakonie augustianów. Był m.in. wykładowcą i rektorem kolegium w Caricuao, sekretarzem wikariatu prowincjalnego oraz wikariuszem prowincji.
29 lipca 2017 otrzymał nominację na biskupa Ciudad Guayana. Sakry biskupiej udzielił mu 23 września 2017 kard. Baltazar Porras.
19 marca 2022 został mianowany arcybiskupem koadiutorem Méridy.
31 stycznia 2023 po przyjęciu rezygnacji kardynała Baltazara Porrasa został ustanowiony arcybiskupem metropolitą Méridy.